# Ansambel Maksa Kumra
Ansambel Maksa Kumra je nekdanji narodnozabavni ansambel, ki je bil ustanovljen leta 1965. Prepoznaven je bil po uporabi posebnega inštrumenta klavioline, ženskem duetu in izvirnem zvenu.

## Zasedba
Ansambel Maksa Kumra so sestavljali:
- Maks Kumer - vodja, harmonika;
- Drago Brezovački - kitara;
- Jože Zupan - bas;
- Tone Kirin - klaviolina;
- Majda Hercog - vokal;
- Anica Resnik - vokal;

## Delovanje
Ansambel je prvič javno nastopil v inštrumentalnem kvartetu leta 1966 na javni radijski in televizijski oddaji Pokaži, kaj znaš v veliki dvorani Slovenske filharmonije, kjer je zmagal po oceni strokovne komisije. Po tem nastopu je vodja ansambla Maks Kumer k sodelovanju povabil tudi ženski duet. Po tem duetu, posebnem inštrumentu klaviolini in izvirnem zvenu so postali prepoznavni.
Udeležili so se prve izvedbe najstarejšega festivala narodnozabavne glasbe na Ptuju leta 1969, kjer so prejeli kar dve nagradi.
Izdali so 14 velikih in malih plošč, prvo leta 1967 pri RTB Beograd, od leta 1968 pa pri Helidonu vsako leto po eno veliko ploščo in kaseto. Posneli so tudi sedem polurnih televizijskih oddaj in bili redni gosti v javni radijski oddaji Koncert iz naših krajev.

## Uspehi
Ansambel Maksa Kumra je na festivalih narodnozabavne glasbe osvojil dve nagradi, obe na istem festivalu:
- 1969: Festival Ptuj - Nagrada za najboljšo inštrumentalno skladbo in nagrada za najboljšo izvedbo.[1]

## Diskografija
Ansambel Maksa Kumra je izdal več plošč in kaset. Nekatere izmed njih so:
1. Na kožuhanju (1966)
2. Na valovih Krke (1968)
3. Štajerski fantje (1969)
4. Mala srnica (1971)
5. Pomlad v gozdu (1971)
6. Na vrhe (1972)
7. 30 melodij (1997)

## Največje uspešnice
Ansambel Maksa Kumra je najbolj poznan po naslednjih skladbah:
- Cvetni maj
- Odhajam na vrhe
- V prazničnem jutru
- Eno rož'co ljubim
- Na kožuhanju
- Poletni večer